# روبرت ديسغاردين
روبرت ديسغاردين هو لاعب كرلنغ كندي، ولد في 16 مارس 1970 في مونتريال في كندا.

## وصلات خارجية
- روبرت ديسغاردين على موقع الاتحاد الدولي للكرلنغ (الإنجليزية)